# Toronto International Film Festival

Logo des Toronto International Film Festival

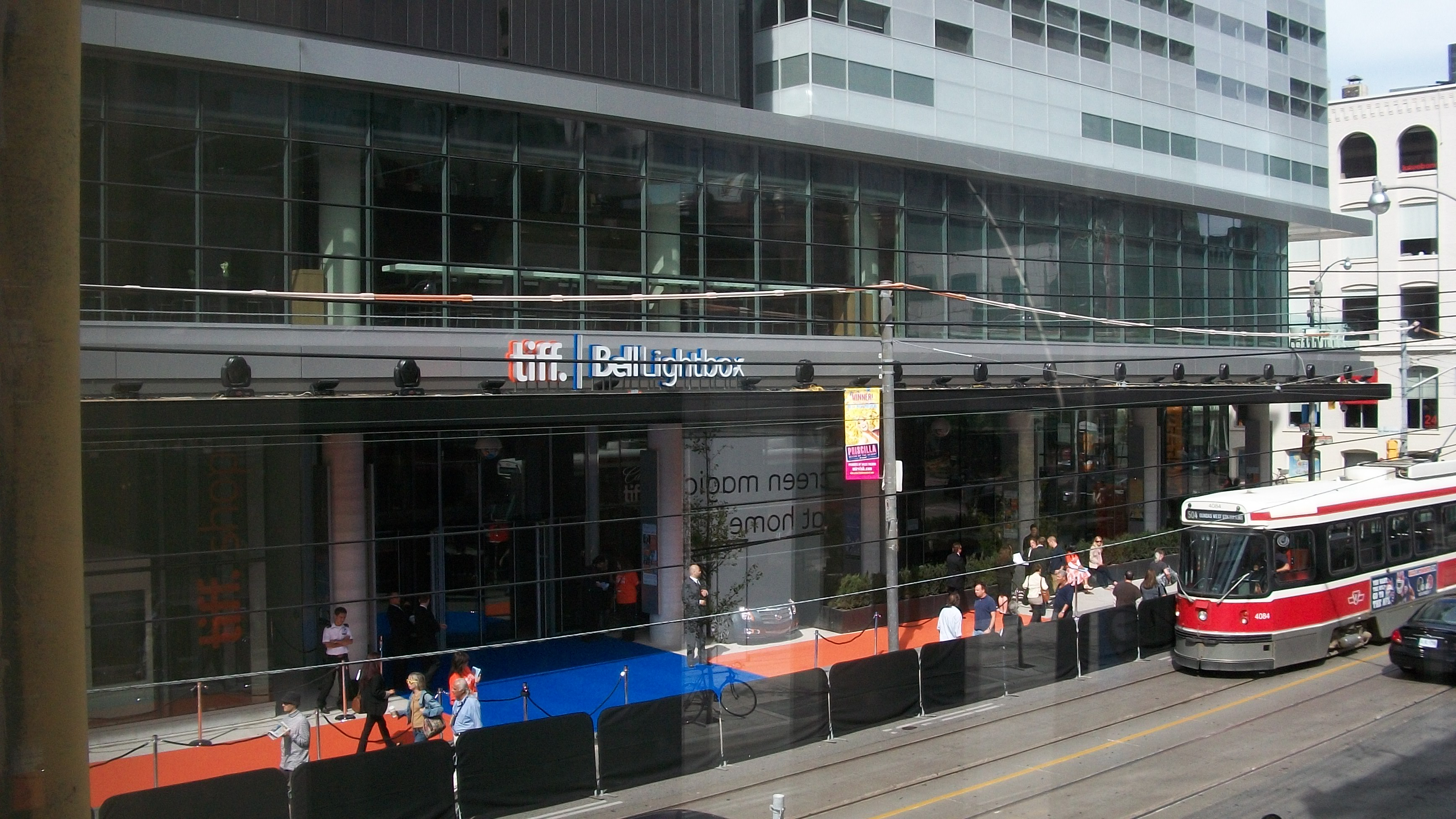
Das neu eröffnete TIFF-Gebäude Bell Lightbox (2010)

Das Toronto International Film Festival (TIFF) ist ein zehntägiges Filmfestival ohne Wettbewerb, das seit 1976 im kanadischen Toronto stattfindet. Es wird jährlich Anfang/Mitte September veranstaltet und folgt unmittelbar nach den Internationalen Filmfestspielen von Venedig. Sitz und Veranstaltungsort ist der Festival Tower, ein neues Gebäude in der Adelaide Street West 299, das auch unter dem Namen Bell Lightbox bekannt ist.
Als Veranstalter tritt die TIFF Group auf, die in Kanada neben der Abwicklung des internationalen Filmfestivals weitere Aktivitäten im Filmbereich leitet.
Seit 1984 gibt es eine eigene Programmschiene für kanadische Filme, die 2004 aufgeteilt wurde in Canada First! mit kanadischen Erstfilmen in Spielfilmlänge und in Short Cuts Canada mit kanadischen Kurzfilmen.
Das Toronto International Film Festival ist neben dem World Film Festival in Montreal und dem AFI Fest in Los Angeles das dritte Filmfestival in Nordamerika, das beim internationalen Filmproduzentenverband FIAPF akkreditiert ist. Die letzte Auflage fand vom 5. bis 15. September statt.

## Geschichte
Der Auftakt des Filmfestivals in Toronto fand 1976 unter der offiziellen Bezeichnung „The Festival of Festivals“ statt. Bei der ersten Veranstaltung, bei der die weltweit erfolgreichsten Filme in Toronto vorgeführt wurden, sahen 35.000 Cineasten 127 Filme aus 30 Ländern. 1995 wurde die Veranstaltung in Toronto International Film Festival (tiff.) umbenannt. In den folgenden Jahren entwickelte sich das Filmfestival zu einer Veranstaltung, in der Filme, Regisseure (darunter z. B. Paul Haggis, Michael Moore, David Cronenberg, Don McKellar, James Cameron), Drehbuchautoren und Schauspieler zu großer Bekanntheit gelangten. 2001 wurde das Programm Canada’s TopTen gestartet. 2003 wurde mit den Planungen für einen Neubau des Veranstaltungsgebäudes begonnen. Im Jahr 2005 feierte das Festival seinen 30. Geburtstag. Von 2007 bis 2010 wurde das als „Lightbox“ benannte neue Gebäude gebaut.
Durch die stetig wachsende Beliebtheit dieser Veranstaltung stieg auch die Zahl der präsentierten Filme im Jahr 2009 auf 336 aus 64 Ländern. Auch die Zuschauerzahl stieg weiter an auf 500.000.
Das 40-jährige Jubiläum fand im Zeitraum vom 10. bis 20. September 2015 statt. Es wurde mit dem Film Demolition – Lieben und Leben, mit Jake Gyllenhaal in der Hauptrolle, eröffnet.

## Berichterstattungen
TIFF ist neben den Internationalen Filmfestspielen von Cannes eine bedeutende Veranstaltung für die nationale und internationale Filmbranche. Die Veranstaltung gilt sowohl als ein wichtiges Medienereignis, bei dem sich alljährlich im September Fernsehstars, Produzenten und Medienjournalisten aus aller Welt treffen, als auch als Karrieresprungbrett für zukünftige Oscar-Anwärter. Printmedien wie die LA Times, Philadelphia Inquirer, Miami Herald, New York Times, Toronto Star, Times of India, The Globe & Mail und Toronto Sun informieren täglich über das aktuelle Geschehen. In Sendungen wie Access Hollywood, Entertainment Tonight (ET), Red Carpet Diary, eTalk, Entertainment Tonight Canada, Reuters, The Canadian Press, Canapress und UPI berichten US-amerikanische, kanadische und internationale Fernsehsender live vom Festival. Weitere Medien, die ebenfalls vom Festival berichten, sind die täglich erscheinenden Variety, The Hollywood Reporter und Screen International.

## Publikumspreis

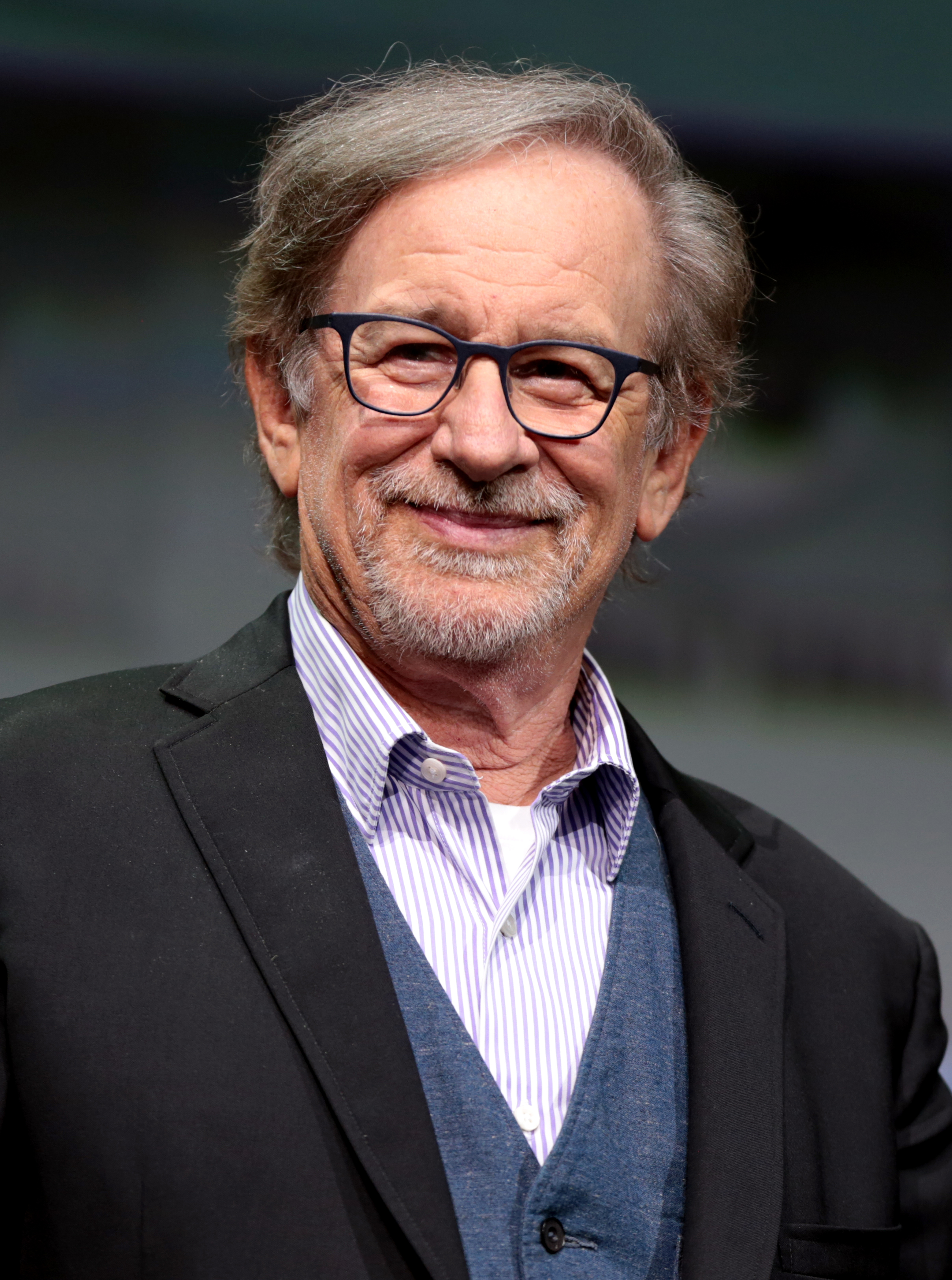
Preisträger 2022: Die Fabelmans von Steven Spielberg

Da das Filmfestival von Toronto im Gegensatz zu anderen Festivals wie beispielsweise Berlin, Cannes oder Venedig über keine offizielle Wettbewerbsjury verfügt, gilt als wichtigster Preis der People’s Choice Award, der von den Festivalbesuchern an den besten Spielfilm und Dokumentarfilm vergeben wird. Daneben vergeben verschiedene Filmkritikervereinigungen separat Auszeichnungen während des Festivals.
Die Gewinner des Publikumspreises für den besten Spielfilm im Überblick:
| Jahr | Originaltitel                                   | Deutscher Titel                                  | Regie                      |
| ---- | ----------------------------------------------- | ------------------------------------------------ | -------------------------- |
| 1978 | Girlfriends                                     | Girlfriends                                      | Claudia Weill              |
| 1979 | Best Boy                                        | Guter Junge                                      | Ira Wohl                   |
| 1980 | Bad Timing                                      | Black out – Anatomie einer Leidenschaft          | Nicolas Roeg               |
| 1981 | Chariots of Fire ¹                              | Die Stunde des Siegers                           | Hugh Hudson                |
| 1982 | Tempest                                         | Der Sturm (Eine überraschende Komödie)           | Paul Mazursky              |
| 1983 | The Big Chill                                   | Der große Frust                                  | Lawrence Kasdan            |
| 1984 | Places in the Heart                             | Ein Platz im Herzen                              | Robert Benton              |
| 1985 | La historia oficial ²                           | Die offizielle Geschichte                        | Luis Puenzo                |
| 1986 | Le déclin de l’empire américain                 | Der Untergang des amerikanischen Imperiums       | Denys Arcand               |
| 1987 | The Princess Bride                              | Die Braut des Prinzen                            | Rob Reiner                 |
| 1988 | Mujeres al borde de un ataque de nervios        | Frauen am Rande des Nervenzusammenbruchs         | Pedro Almodóvar            |
| 1989 | Roger & Me                                      | Roger & Me                                       | Michael Moore              |
| 1990 | Cyrano de Bergerac                              | Cyrano von Bergerac                              | Jean-Paul Rappeneau        |
| 1991 | The Fisher King                                 | König der Fischer                                | Terry Gilliam              |
| 1992 | Strictly Ballroom                               | Strictly Ballroom – Die gegen alle Regeln tanzen | Baz Luhrmann               |
| 1993 | The Snapper                                     | The Snapper – Hilfe, ein Baby!                   | Stephen Frears             |
| 1994 | The Priest                                      | Der Priester                                     | Antonia Bird               |
| 1995 | Antonia ²                                       | Antonias Welt                                    | Marleen Gorris             |
| 1996 | Shine                                           | Shine – Der Weg ins Licht                        | Scott Hicks                |
| 1997 | The Hanging Garden                              | The Hanging Garden                               | Thom Fitzgerald            |
| 1998 | La vita è bella ²                               | Das Leben ist schön                              | Roberto Benigni            |
| 1999 | American Beauty ¹                               | American Beauty                                  | Sam Mendes                 |
| 2000 | 臥虎藏龍 (Wòhǔ Cánglóng) ²                      | Tiger and Dragon                                 | Ang Lee                    |
| 2001 | Le fabuleux destin d’Amélie Poulain             | Die fabelhafte Welt der Amélie                   | Jean-Pierre Jeunet         |
| 2002 | Whale Rider                                     | Whale Rider                                      | Niki Caro                  |
| 2003 | 座頭市 (Zatōichi)                               | Zatoichi – Der blinde Samurai                    | Takeshi Kitano             |
| 2004 | Hotel Rwanda                                    | Hotel Ruanda                                     | Terry George               |
| 2005 | Tsotsi ²                                        | Tsotsi                                           | Gavin Hood                 |
| 2006 | Bella                                           | Bella                                            | Alejandro Gomez Monteverde |
| 2007 | Eastern Promises                                | Tödliche Versprechen – Eastern Promises          | David Cronenberg           |
| 2008 | Slumdog Millionaire ¹                           | Slumdog Millionär                                | Danny Boyle                |
| 2009 | Precious: Based on the Novel “Push” by Sapphire | Precious – Das Leben ist kostbar                 | Lee Daniels                |
| 2010 | The King’s Speech ¹                             | The King’s Speech                                | Tom Hooper                 |
| 2011 | Et maintenant, on va où?                        | Wer weiß, wohin?                                 | Nadine Labaki              |
| 2012 | Silver Linings Playbook                         | Silver Linings                                   | David O. Russell           |
| 2013 | 12 Years a Slave ¹                              | 12 Years a Slave                                 | Steve McQueen              |
| 2014 | The Imitation Game                              | The Imitation Game                               | Morten Tyldum              |
| 2015 | Room                                            | Raum                                             | Lenny Abrahamson           |
| 2016 | La La Land                                      | La La Land                                       | Damien Chazelle            |
| 2017 | Three Billboards Outside Ebbing, Missouri       | Three Billboards Outside Ebbing, Missouri        | Martin McDonagh            |
| 2018 | Green Book ¹                                    | Green Book – Eine besondere Freundschaft         | Peter Farrelly             |
| 2019 | Jojo Rabbit                                     | Jojo Rabbit                                      | Taika Waititi              |
| 2020 | Nomadland ¹                                     | Nomadland                                        | Chloé Zhao                 |
| 2021 | Belfast                                         | Belfast                                          | Kenneth Branagh            |
| 2022 | The Fabelmans                                   | Die Fabelmans                                    | Steven Spielberg           |
| 2023 | American Fiction                                | Amerikanische Fiktion                            | Cord Jefferson             |
| 2024 | The Life of Chuck                               | The Life of Chuck                                | Mike Flanagan              |

¹ = Filmproduktionen, die später den Oscar als bester Film des Jahres gewannen

² = Filmproduktionen, die später den Oscar als bester fremdsprachiger Film des Jahres gewannen